# Olimpíada d'escacs de 1926
L'Olimpíada d'escacs de 1926 o II Olimpíada d'escacs no oficial es va celebrar entre el 26 de juny i el 15 de juliol a Budapest coincidint amb el Congrés de la FIDE, tot i que no es considera una Olimpíada oficial, i per tant, no forma part de la numeració oficial de les edicions de les Olimpíades d'escacs.
En el torneig per equips s'hi varen inscriure inicialment sis nacions, però Àustria i Txecoslovàquia se'n varen retirar. El torneig fou guanyat per l'equip hongarès. També es varen disputar torneigs individuals, un per a mestres, un open, i un de femení. L'austríac Ernst Grünfeld i l'italià Mario Monticelli foren campions del 1st FIDE Masters, l'anglesa Edith Holloway del torneig femení, i l'hongarès Sandor Zinner de l'open.

## Resultats finals
| Pos.              | Nació      | Jugadors                                              | Punts |
| ----------------- | ---------- | ----------------------------------------------------- | ----- |
| Medalla d'or      | Hongria    | Bakonyi, Negyesy, Steiner E., Sterk, Vajda, Zinner S. | 9     |
| Medalla de plata  | Iugoslàvia | Asztalos, Ćirić, György, Kostić                       | 8     |
| Medalla de bronze | Romania    | Balogh, Bródy, Mendelssohn, Proca, Tyroler            | 5     |
| 4                 | Alemanya   | Machate, Moritz, Rüster, Schönmann                    | 2     |

| Pos.              | Jugadors                           | Punts |
| ----------------- | ---------------------------------- | ----- |
| Medalla d'or      | Ernst Grünfeld ( Àustria)          | 9,5   |
| Medalla de plata  | Mario Monticelli ( Itàlia)         | 9,5   |
| Medalla de bronze | Hans Kmoch ( Àustria)              | 9,0   |
| Medalla de bronze | Sándor Takács ( Hongria)           | 9,0   |
| Medalla de bronze | Akiba Rubinstein ( Polònia)        | 9,0   |
| 6                 | Géza Nagy ( Hongria)               | 8,5   |
| 7                 | Richard Réti ( Txecoslovàquia)     | 8,0   |
|                   | Edgard Colle ( Bèlgica)            | 8,0   |
| 9                 | Hermanis Matisons ( Letònia)       | 7,5   |
|                   | Savielly Tartakower ( Polònia)     | 7.5   |
| 11                | Árpád Vajda ( Hongria))            | 6.5   |
| 12                | Frederick Yates ( Anglaterra)      | 6,0   |
|                   | Endre Steiner ( Hongria)           | 6,0   |
|                   | Kornél Havasi ( Hongria)           | 6,0   |
| 15                | Ladislav Prokeš ( Txecoslovàquia)  | 5,5   |
| 16                | Ievgueni Znosko-Borovski ( França) | 4,5   |